# Dolmen de Mané Bihan
Le dolmen de Mané Bihan est un dolmen situé à Locoal-Mendon, dans le département français du Morbihan.

## Localisation
Le dolmen est situé à environ 350 m au sud/sud-est du dolmen de Mané-er-Loh.

## Historique
Le monument a été exploré par W. C. Lukis en 1866 et par Z. Le Rouzic en 1899 qui le restaura en 1924. Le dolmen est classé au titre des monuments historiques par arrêté du 29 octobre 1921.

## Description
Le dolmen est encore inclus dans son tumulus circulaire (36 m de diamètre sur 2 m de hauteur) dont la périphérie est délimitée par un mur de parement comprenant quelques grosses dalles. Le dolmen est de forme coudée et comporte dix-sept orthostates. Il ouvre au sud. Le couloir est d'une longueur totale de 17,50 m. Il comporte deux segments avec deux changement d'orientation à respectivement 5,50 m et 10 m de l'entrée. Sa largeur varie de 1 à 1,75 m. Il comporte encore cinq tables de couverture.

## Mobilier archéologique
Le Rouzic y a recueilli une grande quantité de poteries lui permettant de reconstituer dix-huit vases distincts et un petit outillage lithique (2 percuteurs en quartz, un outil en quartzite et quatre éclats de silex). La céramique recueillie dans le dolmen est variée. Elle est constituée d'un fragment de vase à épaulement attribué au Chasséen, d'un vase caréné à nervures verticales de type Kerugou, de divers fragments à nervures et de trois fragments de vases campaniformes. Le reste du mobilier archéologique connu comprend une flèche perçante à pédoncule et ailerons et un beau poignard en silex du Grand-Pressigny.